# Christian Günter
Christian Günter (ur. 28 lutego 1993 w Villingen-Schwenningen) – niemiecki piłkarz grający na pozycji lewego obrońcy. Od 2006 jest zawodnikiem klubu SC Freiburg.

## Kariera klubowa
Swoją karierę piłkarską Günter rozpoczął w klubie FV Tennenbronn. W 2006 roku podjął treningi w SC Freiburg. W 2012 roku zaczął grać w rezerwach tego klubu i stał się też członkiem kadry pierwszego zespołu. 8 grudnia 2012 zadebiutował w Bundeslidze w wygranym 1:0 domowym meczu z SpVgg Greuther Fürth. W sezonie 2013/2014 stał się podstawowym zawodnikiem Freiburga.
| Sezon   | Klub           | Kraj   | Rozgrywki             | Mecze | Bramki |
| ------- | -------------- | ------ | --------------------- | ----- | ------ |
| 2012/13 | SC Freiburg    | Niemcy | Bundesliga            | 7     | 0      |
| 2012/13 | SC Freiburg II | Niemcy | Regionalliga          | 10    | 0      |
| 2013/14 | SC Freiburg    | Niemcy | Bundesliga            | 29    | 0      |
| 2013/14 | SC Freiburg II | Niemcy | Regionalliga          | 3     | 0      |
| 2014/15 | SC Freiburg    | Niemcy | Bundesliga            | 34    | 1      |
| 2015/16 | SC Freiburg    | Niemcy | 2. Fußball-Bundesliga | 31    | 0      |
| 2016/17 | SC Freiburg    | Niemcy | Bundesliga            | 31    | 0      |
| 2017/18 | SC Freiburg    | Niemcy | Bundesliga            | 34    | 1      |
| 2018/19 | SC Freiburg    | Niemcy | Bundesliga            | 31    | 0      |

## Kariera reprezentacyjna
W reprezentacji Niemiec Günter zadebiutował 13 maja 2014 roku w zremisowanym 0:0 towarzyskim meczu z Polską, rozegranym w Hamburgu.